# Xarxa de carreteres europees

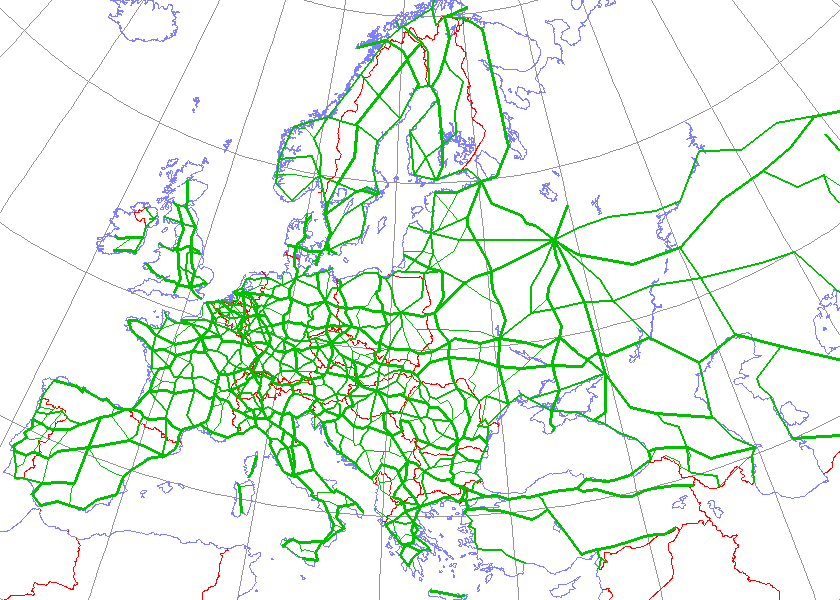
La xarxa de carreteres europees

Senyal de carretera europea

La xarxa de carreteres europees, també coneguda com a xarxa de rutes europees (cal no confondre el concepte amb "carreteres d'Europa", ja que no totes les carreteres d'Europa formen part de la xarxa de carreteres europees), comprèn el conjunt de carreteres que discorren pels països de la Unió Europea. Té la seva pròpia nomenclatura i numeració, i amb això es pretén unificar la numeració de totes les carreteres europees. La seva nomenclatura és responsabilitat de la Comissió Econòmica de les Nacions Unides per a Europa (UNECE). Aquesta xarxa arriba també a països de l'Àsia Central com ara el Kazakhstan, atès que són membres de la UNECE.
La numeració no té en compte ni el tipus de carretera, ni la presència de mars o muntanyes que puguin interrompre el seu recorregut. En països com Espanya o Alemanya, la numeració europea es realitza al costat de la nomenclatura nacional, com per exemple: A-7 / E15. A la majoria de països, a les carreteres s'indica la denominació europea juntament amb la nacional; a d'altres, com ara Suècia, s'hi indica únicament la denominació europea. A les carreteres de les Illes Britàniques, en canvi, la denominació europea no s'indica, però atès que les seves xarxes nacionals no s'encreuen, òbviament, amb les d'altres països amb altres numeracions, això no suposa cap problema.
Altres continents tenen xarxes similars, com ara l'Autopista Panamericana, a Amèrica, o la Xarxa d'Autopistes d'Àsia.

## Sistema de codificació
El sistema de codificació o numeració original de la xarxa, definit per l'UNECE el 1975, va experimentar un canvi substancial el 1992 i ara és el següent:
L'any 1975 l'UNECE va definir el sistema de numeració, i va ser reformat el 1992. El sistema s'organitza de la següent manera:
1. Les carreteres de classe A, que tenen dos dígits. Són els principals eixos de comunicació de la xarxa.
2. Les carreteres de classe B, que tenen tres dígits. Són ramals secundaris i eixos que enllacen carreteres de classe A.

### Carreteres de classe A
- Es divideixen en dos tipus de carreteres: les de referència i les intermèdies.
- Les carreteres que realitzen un recorregut de nord a sud tenen un nombre de dos dígits senar (del 01 al 99), que es va incrementant d'oest a est. Les carreteres de referència acaben sempre en un 5, col·locant-se les intermèdies entre elles en funció de la seva ubicació.
- Les carreteres que realitzen un recorregut d'est a oest tenen un nombre de dos dígits parell (del 04 al 98), que s'incrementa de nord a sud. Les carreteres de referència acaben sempre en 0, col·locant-se les intermèdies entre elles en funció de la seva ubicació.
- Les carreteres amb un recorregut de nord a sud localitzades a l'est de la carretera E99 usen tres dígits (del 101 al 129). Aquestes carreteres són totes de referència, i s'hi inclouen aquelles que no tenen un número acabat en 5 i, a més, no existeixen carreteres intermèdies entre elles.

#### Carreteres de referència amb recorregut Nord-Sud
| Identificador | Denominació      | Itinerari | Longitud |
| ------------- | ---------------- | --- | -------- |
|               | Ruta europea E05 | Greenock - Glasgow - Preston - Birmingham - Southampton - Le Havre - París - Orleans - Tours - Poitiers - Burdeus - Baiona - Donostia - Vitòria - Burgos - Madrid - Còrdova - Sevilla - Cadis - Algesires | 2.960 km |
|               | Ruta europea E15 | Inverness - Perth - Edimburg - Newcastle - Londres - Folkestone - Dover - Calais - París - Lió - Aurenja - Narbona - Girona - Barcelona - Tarragona - Castelló de la Plana - València - Alacant - Múrcia - Almeria - Motril - Màlaga - Algesires | 3.590 km |
|               | Ruta europea E25 | Hoek van Holland - Rotterdam - Eindhoven - Maastricht - Lieja - Bastogne - Arlon - Luxemburg - Metz - Saint-Avold - Estrasburg - Mulhouse - Basilea - Olten - Berna - Lausana - Ginebra - Mont Blanc - Aosta - Ivrea - Vercelli - Alessandria - Gènova - Bastia - Porto Vecchio - Bunifaziu - Porto Torres - Sassari - Cagliari - Palerm | 1.830 km |
|               | Ruta europea E35 | Amsterdam - Utrecht - Arnhem - Emmerich - Oberhausen - Colònia - Frankfurt del Main - Heidelberg - Karlsruhe - Offenburg - Friburg de Brisgòvia - Basilea - Olten - Lucerna - Altdorf - San Gottardo - Bellinzona - Lugano - Chiasso - Como - Milà - Piacenza - Parma - Mòdena - Florència - Roma | 1.660 km |
|               | Ruta europea E45 | Kaaresuvanto - Gällivare - Arvidsjaur - Storuman - Östersund - Mora - Grums - Säffle - Göteborg - Frederikshavn - Aalborg - Aarhus - Vejle - Kolding - Frøslev - Flensburg - Hamburg - Hannover - Göttingen - Kassel - Fulda - Würzburg - Nuremberg - Múnic - Rosenheim - Wörgl - Innsbruck - Brenner - Fortezza - Bozen - Trento - Verona - Mòdena - Bolonya - Cesena - Perugia - Fiano Romano - Nàpols - Salern - Sicignano degli Alburni - Cosenza - Villa San Giovanni - Missina - Catània - Siracusa - Gela                                                                           | 4.920 km |
|               | Ruta europea E55 | Helsingborg - Helsingør - Copenhague - Køge - Vordingborg - Farø - Nykøbing Falster - Gedser - Rostock - Berlín - Lübbenau - Dresden - Teplice - Praga - Tàbor - Linz - Salzburg - Villach - Tarvisio - Udine - Palmanova - Mestre - Ravenna - Cesena - Rímini - Fano - Ancona - Pescara - Canosa di Puglia - Bari - Bríndisi - Igumenitsa - Préveza - Rio - Patres - Pirgos - Calamata | 2.920 km |
|               | Ruta europea E65 | Malmö - Ystad - Świnoujście - Illa de Wolin - Goleniów - Szczecin - Gorzów Wielkopolski - Świebodzin - Zielona Góra - Legnice - Jelenia Góra - Harrachov - Železný Brod - Turnov - Mladá Boleslav - Praga - Jihlava - Brno - Bratislava - Rajka - Csorna - Szombathely - Zalaegerszeg - Nagykanizsa - Letenye - Zagreb - Karlovac - Rijeka - Split - Dubrovnik - Petrovac - Podgorica - Bijelo Polje - Mitrovica - Pristina - Skopje - Kicevo - Ohrid - Bítola - Flórina - Kozani - Làrissa - Domokós - Làmia Brallos - Itea - Rio - Egi - Corint - Trípoli - Calamata - Kissamos - Khanià | 3.800 km |
|               | Ruta europea E75 | Vardø - Vadsø - Nesseby - Ursjoki - Ivalo - Sodankylä - Rovaniemi - Kemi - Oulu - Jyväskylä - Heinola - Lahti - Hèlsinki - Gdańsk - Świecie - Toruń - Włocławek - Łódź - Piotrków Trybunalski - Częstochowa - Katowice - Bielsko-Biała - Žilina - Bratislava Győr - Budapest - Szeged - Subotica - Novi Sad - Belgrad - Niš - Kumànovo - Skopje - Tessalònica - Làrissa - Làmia - Atenes - Khanià - Càndia - Àgios Nikólaos - Sitia | 4.340 km |

### Carreteres de classe B
- Les carreteres de classe B tenen tres dígits. El primer dígit és el número de la carretera de referència més propera en direcció cap al nord, el segon dígit és el número de carretera de referència més propera en direcció cap a l'oest, i el tercer dígit indica l'ordre que ocupa.
- Les carreteres de classe B localitzades a l'est de la carretera de referència E101 utilitzen el 0 com a primer dígit, i van des del 001 al 099.

### Excepcions
Algunes carreteres de classe A mantenen l'antiga denominació, és a dir, la que tenien abans de la reforma del 1992:
- Les carreteres E47 i E55, segueixen anomenant-se E6 i E4 respectivament a Suècia i Noruega.
- L'E67, que va des d'Estònia a Polònia, segueix anomenant-se E75 i E77.
- L'E63 i l'E08 a Finlàndia, segueixen anomenant-se E75 i E12 respectívament.
- L'E82 a Espanya i Portugal, segueix anomenant-se E80.

## Senyalització

Nomenclatura europea.

Les carreteres europees, que s'indiquen amb un senyal rectangular amb caràcters blancs sobre fons verd, reben diferents tractaments segons els països:
- Suècia, Noruega i Dinamarca han integrat els codis europeus en les seves pròpies xarxes, és a dir, que les carreteres tenen una sola codificació.
- En la majoria de països, les carreteres europees formen una xarxa superposada a la xarxa nacional; els senyals verds són prou freqüents per a poder seguir les carreteres, però no solen indicar com arribar-hi.
- En alguns països, com ara Alemanya, les carreteres europees estan poc senyalitzades, dificultant-ne el seguiment; els conductors han d'utilitzar la xarxa nacional.
- En un reduït nombre de països, com ara el Regne Unit i Irlanda, les carreteres europees no estan senyalitzades en absolut.

## Carreteres europees als Països Catalans
Per Catalunya i el País Valencià discorren les següents carreteres europees:
- L'eix de referència nord-sud, E15, al llarg de l'AP-7 entre La Jonquera i Alacant, i l'A-7 entre Alacant i Algesires.
- L'eix de referència est-oest, E90, al llarg de l'A-5 entre Badajoz i Madrid, i l'A-2 entre Madrid i Barcelona.
- La carretera intermèdia E09 al llarg de la C-16 entre Puigcerdà i Barcelona.
- La carretera de classe B, E901, al llarg de l'A-3 entre Madrid i València.
- La carretera de classe B E903, al llarg de l'A-43 i l'A-31 entre Mèrida i Alacant